# Герметикон
«Герметикон» — цикл романов российского писателя-фантаста Вадима Панова. На текущий момент в него входят романы «Последний адмирал Заграты», «Красные камни Белого» (2011 год), «Кардонийская рулетка» (2012 год), «Кардонийская петля» (2013 год), «Сокровища чистого разума» (2014 год), «Прошлое должно умереть» (2020), «Скопление неприятностей» (2020) и «Не видя звёзд» (2021). Главный герой всех романов, кроме пятого — адиген Помпилио. В глоссарии к романам слово «Герметикон» объясняется так:
ГЕРМЕТИКОН — некорректная, упрощённая, но получившая широкое распространение и официальный статус форма слова «герменомикон». В настоящее время слово «герметикон» используется в следующих значениях: 1. Самая известная алхимическая школа, обладающая рядом собственных университетов и научных центров; 2. Название планеты (и государства), на которой расположена алхимическая школа Герметикон; 3. Вся освоенная человечеством Вселенная. 

## Сюжет

### Последний адмирал Заграты
Романы описывают приключения адигена (аристократа), мессера Помпилио Чезаре Фаха дер Даген Тур, командора астрологического флота планеты Герметикон и бамбадао — стрелка экстра-класса. Помпилио — брат правителя планеты Линга и в первой книге цикла прибывает по личной просьбе короля мира Заграта, стоящего на пороге гражданской войны из-за открытия в южной пустыне гигантских залежей нефы (нефти). Цель Помпилио — спасти детей короля, пока до них не добрался лидер мятежников генерал Нестор. Ситуация осложнена тем, что за мятежниками стоят интересы могущественной межзвездной Компании.

### Красные камни Белого
Действие второго романа цикла происходит на странной планете Ахадир, полной физических аномалий. Группа выживших после крушения нескольких цеппелей (межзвездных кораблей — дирижаблей), среди которых находится Помпилио, пытаются попасть домой и вспомнить, что с ними произошло — они полностью потеряли память до момента катастрофы. Ситуация осложняется присутствием на планете храма спорки (людей, выживших после Белого Мора) и экспедицией по захвату этого храма.

### Кардонийская рулетка
Действие третьего романа происходит на планете Кардония, покрытой на четыре пятых Банирским океаном, во время крупнейшей оружейной выставки на всём Герметиконе. Выживший после крушения цеппеля Помпилио отправлен братом-даром для предотвращения гражданской войны между двумя государствами Кардонии — Ушером (островное государство) и Приотой (страной на материке, ведомой галанитами — агентами Компании). Ситуация осложнена двумя вещами: с одной стороны агенты Компании охотятся за гениальным изобретателем Павлом Гатовым, создавшим для Ушера новое супер-оружие; с другой стороны, на Кардонию прилетает террорист Огнедел, нанятый чтобы сорвать переговоры о мирном разрешении конфликта.

### Кардонийская петля
Четвёртый роман является прямым продолжением «Кардонийской рулетки» — Помпилио разыскивает Огнедела отомстить за убийство своей возлюбленной, в то время, пока на Кардонии бушует гражданская война. При этом Помпилио знает, что заказчиком Огнедела является кто-то из троих лиц — консул Приоты, глава Ушера или руководитель филиала Компании. По иронии судьбы, в поисках ему помогает…его противник из первой книги Нестор.

### Сокровища чистого разума
События пятой части происходят параллельно событиям четвёртой, но на планете Менсала, куда попали изобретатель Павел Гатов, его помощник Бааламестре и один из офицеров Помпилио — Мерса, в ходе своего рискованного бегства с Кардонии. Сюжет романа фокусируется на попытках Гатова укрыться от Компании и других заинтересованных в его поимке лиц, а также рассказывает об амбициозном и многообещающем эксперименте ученого Алоиза Холя, который он проводит при поддержке одного из местных губернаторов.

### Прошлое должно умереть
Шестая часть затрагивает поиски мессером Помпилио террориста Огнедела. Одновременно его жену из защищенного Даген Тура выманивают неизвестные под предлогом раскрытия тайны убийства её отца. Кроме того, затрагиваются опасные игры дальней колонии спорки с самыми опасными пиратами Герметикона текущего поколения.

### Скопление неприятностей
В седьмой книге команда расследует происхождение необычного цеппеля с двумя астрингами.

### Не видя звёзд
Действие происходит в рамках Девятнадцатой Астрологической экспедиции, на планете Мартина на которой погибла  Тринадцатая Астрологическая экспедиция из которой спасся только один человек (астролог служащий на "Пытливом амуше").

### Трио неизвестности
Команда продолжает расследовать заговор людей прячущихся на Мартине.

### Сады пяти Стремлений
Во время перехода через Пустоту, всё пошло не по плану: планета, на которую шёл «Пытливый амуш», исчезла, а цеппель оказался на неизвестной планете. Действие разворачивается над океаном, пока команда ищет сушу.

## Создание
До создания Герметикона действие всех произведений Вадима Панова — Тайный Город, Анклавы, La Mystique De Moscou проходили в Москве, а его самого иногда называли «певцом одной столицы». Тем не менее, замысел «Герметикона» у Панова возник в 2007 году, в 2010 году книга была завершена, но выпущена была только в 2011 — шесть месяцев понадобилось художникам для создания иллюстраций.

Если честно, в какой-то момент у меня было желание создать альтернативную реальность, посмотреть на наш мир, в котором отсутствует нефть. Не как в «Анклавах», где она уже закончилась, а просто отсутствует. Не было её, не появились двигатели внутреннего сгорания, и цивилизация продолжает использовать паровые машины. Но возникла идея цеппелей — дирижаблей, способных путешествовать меж звёзд, — и я понял, что пропал. Совместить стимпанк с путешествиями в другие миры — от такого замысла я не мог отказаться, он заслонил всё, даже любимую Москву.
При создании Панов намеренно убирал любые сходства с циклом «Тайный Город». Изначально автор планировал трилогию, но в 2013 году вышла четвёртая книга серии, «Кардонийская петля», тогда же в интервью писатель отметил, что не знает, сколько книг будет написано в рамках цикла.

## Стиль и критика
«Герметикон» использует стилистику стимпанка, но устройство вселенной ближе к классической фантастике. Панов объяснил это так:

— Насколько «Последний адмирал Заграты» относится к стимпанку?
— Если коротко, то так: близок, но основные законы стимпанка не соблюдены. Скорее можно говорить о развитии заложенного в этом литературном направлении потенциала.
Тем не менее, к моменту третьей книги, автор фактически признал соответствие жанру стимпанк, отметив:

Другими словами, в эпохе стимпанка есть нерв, есть отличный материал для литературных экспериментов, а уж тем более — для фантастических экспериментов. Вот что интересует меня в стимпанке. А вовсе не «огромные человекообразные паровые роботы».

В мире Герметикона, как и в классических образцах стимпанка, общий технический уровень на уровне конца девятнадцатого века. Тем не менее, обитатели научились путешествовать между мирами — сначала в т. н. Вечных дырах, затем — с помощью цеппелей (дирижаблей). Развито огнестрельное оружие — присутствуют пулеметы, а мир-университет Химмельсгартн занимается подготовкой «рыцарей огнестрельного оружия» — бамбальеро. В то же время, появляются двигатели внутреннего сгорания и другие достижения прогресса.
Однако, критики отмечают, что цикл соответствует стимпанку не по «внешним» признакам — атмосфере викторианской Англии, паровым роботам и т. п., а по «внутренним» — атмосфере общества эпохи промышленной революции. Так, Борис Невский считает, что цикл является единственным в России «типичным стимпанком в лучших традициях жанра», даже несмотря на отсутствие характерных признаков.. В 2016 году он же включил «Герметикон» в десятку наиболее значимых произведений стимпанка, наряду с классическими произведениями — «Машиной различий» Брюса Стерлинга и Уильяма Гибсона и циклом «Левиафан» Скотта Вестерфильда. В российских кругах любителей стимпанка серия сразу получила признание — так, первого декабря Вадим Панов стал почетным гостем на SteamPunk Party 4.0, а при создании иллюстраций для четвёртого романа цикла использовался образ победительницы конкурса лучших костюмов в стиле стимпанк.

## Книги серии[13]
- Последний адмирал Заграты — апрель 2011 год
- Красные камни Белого — осень 2011 года
- Кардонийская рулетка — 7 сентября 2012 года.
- Кардонийская петля — 12 марта 2013 года.
- Сокровища чистого разума — декабрь 2014
- Прошлое должно умереть — март 2020
- Скопление неприятностей — август 2020
- Не видя звезд — май 2021
- Трио неизвестности — март  2022

## Игра
В 2015 году, на фантастическом фестивале «Созвездие Аю-Даг» была анонсирована тактическая ролевая игра «Герметикон». Игроку предлагается стать капитаном цеппеля, путешествующего по мирам вселенной. Выход игры ожидался в 2015 году на мобильных платформах. По информации Вадима Панова, разработка остановлена